# Autostrada A117 (Niemcy)
Autostrada A117 (niem. Bundesautobahn 117 (BAB 117) także Autobahn 117 (A117)) – autostrada w Niemczech leżąca na osi północ-południe, łącząca południową obwodnicę Berlina, drogę B96a z autostradą A113 na południowo-wschodnich przedmieściach miasta. Dawniej droga posiadała oznaczenie A113. Wraz z oddaniem do ruchu odcinków łączących autostradę ze śródmieściem Berlina zmieniono oznaczenie starej trasy.

## Historia
Autostradę w całości otwarto 6 października 1962 roku jako połączenie pomiędzy węzłem Treptow a węzłem autostradowym Kreuz Schönefeld. Po zjednoczeniu Niemiec trasa otrzymała oznaczenie A113. Już w 1992 roku powstały pierwsze plany budowy nowych odcinków autostrady w kierunku dzielnicy Neukölln.
Przez długie lata węzeł Treptow nosił nazwę Abzweig Berlin-Zentrum.

### Historia numeracji
Na przestrzeni lat trasa posiadała różne oznaczenia:

| Numer | Przebieg             | Lata obowiązywania | Źródło | Uwagi                                                                                   |
| ----- | -------------------- | ------------------ | --- | --------------------------------------------------------------------------------------- |
| A13   | Treptow – Schönefeld | lata 60.–1990      | - Autobahnnummern der DDR. eautobahn.de. [dostęp 2019-10-18]. (niem.). - DDR-Autobahnnumern. autobahnen-europa.eu. [zarchiwizowane z tego adresu (2013-11-09)]. (niem.). - Patrick Scholl: Autobahnen und Bundesstraßen 1990. Stand: Anfang 1990. autobahnatlas-online.de. [dostęp 2019-10-18]. (niem.).                  | numer funkcjonował jedynie w celach administracyjnych, nie był nanoszony na drogowskazy |
| A113  | Treptow – Schönefeld | 1990–2008          | - Patrick Scholl: Autobahnen und Bundesstraßen 1992. Stand: Anfang 1992, mit der ursprünglichen Anschlussstellen-Nummerierung. autobahnatlas-online.de. [dostęp 2019-10-18]. (niem.). - Patrick Scholl: Autobahnen und Bundesstraßen 2005. Stand: 01. Januar 2005. autobahnatlas-online.de. [dostęp 2019-10-18]. (niem.). |                                                                                         |
| A117  | Treptow – Schönefeld | od 2008            | - A113 (Duitsland). Wegenwiki. [dostęp 2019-10-18]. (niderl.). - A117 (Duitsland). Wegenwiki. [dostęp 2019-10-18]. (niderl.). - Patrick Scholl: Autobahnen und Bundesstraßen 2010. Stand: 01. Januar 2010. autobahnatlas-online.de. [dostęp 2019-10-18]. (niem.).                                                         | zmiana numeracji w związku z oddaniem do użytku nowego przebiegu A113                   |